# Docirava fulgurata
Docirava fulgurata är en fjärilsart som beskrevs av Achille Guenée 1858. Docirava fulgurata ingår i släktet Docirava och familjen mätare. Inga underarter finns listade i Catalogue of Life.